# Agalychnis
Agalychnis é um gênero de anfíbios da família Phyllomedusidae encontrado nas florestas da América Central e do Sul.

## Espécies
Costumava haver 8 espécies dentro do género Agalychnis mas uma recente revisão ampla da família Hylidae  mudou-se duas espécies para o recém-criado gênero Cruziohyla. Os géneros Hylomantis e Pachymedusa foram considerados em 2010 sinónimos de Agalychnis. No entanto, Hylomantis foi retirado de sinonímia em 2016.
As seguintes espécies são reconhecidas:
- Agalychnis annae (Duellman, 1963)
- Agalychnis aspera (Peters, 1873)
- Agalychnis buckleyi (Boulenger, 1882)
- Agalychnis callidryas (Cope, 1862)
- Agalychnis dacnicolor (Cope, 1864)
- Agalychnis danieli (Ruiz-Carranza, Hernández-Camacho & Rueda-Almonacid, 1988)
- Agalychnis hulli (Duellman & Mendelson, 1995)
- Agalychnis lemur (Boulenger, 1882)
- Agalychnis medinae (Funkhouser, 1962)
- Agalychnis moreletii (Duméril, 1853)
- Agalychnis psilopygion (Cannatella, 1980)
- Agalychnis saltator Taylor, 1955
- Agalychnis spurrelli Boulenger, 1913
- Agalychnis terranova Rivera-Correa, Duarte-Cubides, Rueda-Almonacid & Daza-R., 2013